# Haroldius pahangensis
Haroldius pahangensis là một loài bọ cánh cứng trong họ Bọ hung (Scarabaeidae).